# Aspitates sibirica
Aspitates sibirica är en fjärilsart som beskrevs av Alexander Michailovitsch Djakonov 1955. Aspitates sibirica ingår i släktet Aspitates och familjen mätare. Inga underarter finns listade i Catalogue of Life.